# Antiblemma accumulata
Antiblemma accumulata är en fjärilsart som beskrevs av William Schaus 1914. Antiblemma accumulata ingår i släktet Antiblemma och familjen nattflyn. Inga underarter finns listade i Catalogue of Life.